# Cassida lineola
Cassida lineola är en skalbaggsart som beskrevs av Christian Creutzer 1799. Cassida lineola ingår i släktet Cassida, och familjen bladbaggar. Arten har ej påträffats i Sverige.